# Dolocytheridea
Dolocytheridea is een geslacht van uitgestorven kreeftachtigen uit de klasse van de Ostracoda (mosselkreeftjes).

## Soorten
- Dolocytheridea (Parasternbergella) intermedia (Oertli, 1958) Gruendel, 1971 †
- Dolocytheridea (Parasternbergella) wolburgi (Kilenyi & Allen, 1968) Gruendel, 1971 †
- Dolocytheridea albensis Kemper, 1975 †
- Dolocytheridea algueiraoensis Damotte, 1980 †
- Dolocytheridea atlasica Bassoullet & Damotte, 1969 †
- Dolocytheridea berberica Damotte, 1984 †
- Dolocytheridea bosquetoidea Swain & Brown, 1972 †
- Dolocytheridea browni Swain, Xie & Hillebrandt, 1991 †
- Dolocytheridea caledonensis Swain & Brown, 1964 †
- Dolocytheridea dilatata Damotte, Cabral & Berthou, 1990 †
- Dolocytheridea djambayensis Luebimova, 1965 †
- Dolocytheridea hilseana (Roemer, 1841) Stchepinsky, 1955 †
- Dolocytheridea iberica Andreu, 1983 †
- Dolocytheridea levigara Shilova, 1971 †
- Dolocytheridea oertlii Swain & Brown, 1972 †
- Dolocytheridea peralta Luebimova, 1980 †
- Dolocytheridea polymorphica Majoran, 1989 †
- Dolocytheridea reightonensis Neale, 1962 †
- Dolocytheridea solita Luebimova, 1956 †
- Dolocytheridea typica Kaye, 1965 †
- Dolocytheridea vendaensis Damotte, Cabral & Berthou, 1990 †
- Dolocytheridea vinculum Wilkinson in Wilkinson & Morter, 1981 †
- Dolocytheridea wolburgi Bartenstein & Brand, 1959 †